# 山本幸雄
山本 幸雄（やまもと さちお、1911年〈明治44年〉2月26日 - 2007年〈平成19年〉2月6日）は、日本の政治家、内務・建設官僚、衆議院議員（7期）。

## 来歴・人物
現在の三重県桑名市に生まれる。旧制富田中学、松本高等学校文科甲類を経て1933年（昭和8年）に東京帝国大学法学部政治科に入学。在学中に高等文官試験行政科に合格し、1936年、大学卒業。
1936年、内務省に入省する（同期に山田正雄陸上幕僚長）。入省後、愛媛県にて別子銅山の公害調査、富山県にて内務省高等官として都市計画等の地方行政に携わる。終戦後の1946年、当時内務政務次官であった世耕弘一の下、経済警察の立場で隠退蔵物資摘発に携わった後、神奈川県国家地方警察隊長、国家地方警察本部人事課長、防衛庁人事局長、警察庁長官官房長、大阪府警察本部長、建設省官房長を務め、建設事務次官を最後に退官。
1963年、第30回衆議院議員総選挙に無所属候補として、旧三重1区から立候補して当選。以後自由民主党公認で通算当選7回（当選同期に小渕恵三・橋本龍太郎・田中六助・伊東正義・渡辺美智雄・藤尾正行・中川一郎・鯨岡兵輔・西岡武夫・三原朝雄・奥野誠亮など）。第31回衆議院議員総選挙と第34回衆議院議員総選挙で2度落選した事により、他の三重1区の自由民主党議員の当選競争に負けて政治権力を失った事もあった。派閥は河野派－田中派－竹下派に所属する。1982年、第1次中曽根内閣にて自治大臣兼国家公安委員会委員長として初入閣。
1990年（平成2年）にイオングループ創業者である岡田卓也の次男・岡田克也に四日市市・桑名市周辺の自民党の地盤を譲り政界を引退した。同年勲一等瑞宝章を受章。晩年は薩摩義士顕彰奉賛会（三重県桑名市北寺町・海蔵寺）会長を務めた。
2007年2月6日、肺炎のため東京都中央区の病院で死去。葬儀・告別式は、曹洞宗の長谷寺で行われた。墓所は桑名市海蔵寺。叙従三位。

## エピソード
- 引退後の1993年、後継者の岡田克也が自民党を離党して新生党結成に加わった際、「君がそれがいいと思うのなら、その信念を通せ」と励まし、自らも長年所属した自民党を離党して新生党に入党した[3]。
- 大阪府警察本部長から建設省官房長への異動は、建設大臣の河野一郎によるものであり、当時の慣例を無視するものであった。

## 元秘書
- 津田勉 - 元三重県議会議長
- 藤川晋之助 - 選挙プランナー

## 関連書籍・作品
田原総一朗『警察官僚の時代』（講談社文庫、1986年）　ISBN 9784061837379